# Театральність
Театральність — це поняття ,утворене на основі такої самої позиції,як і «література/літературність». Тому театральність (щодо постави драматичного тексту) — це все те,що є специфічно театральним (чи інакше сценічним). Вона вписується в теорію А. Арто, який констатує факт «занедбання» театральності на традиційній західноєвропейській сцені: «Як так трапилось, що в театрі,принаймні в тому, який ми знаємо в Західній Європі, все те, що є специфічно театральним, тобто все те, що не керується мовленнєвим вираженням, чи, якщо можна так висловитися, все те, чого немає в реалізмі (а сам по собі діалог залежить від власних звукових  потенційностей на сцені й вимог звучання ),опинилося на задньому плані ?»(A. Artaud, 1964 b: 53). Театр у наш час потребує давно забутої театральності. Проте у понятті театральності є щось міфічне, щось надто загальне, ба навіть ідеалістичне й  етноцентричне. Вкажемо (виходячи з факту надміру поданих функцій ) певні асоціації, які викликає  термін «театральність».

## Щільність знаків
Театральність протиставляють драматичному текстові, який читають або створюють без ментальної репрезентації постави. Замість розуміння тексту як поступового розгортання дії, що властиво процесу читання, реалізація тексту на сцені, інакше візуалізація оповісникові тексту, дає змогу продемонструвати його візуальну та звукову потенційність, тобто схопити театральність: «Що таке театральність? Це театр мінус текст, це те саме екуменічне сприйняття чуттєвих штучностей, жестів, тонів, відстаней, субстанцій, світла, що наповнюють текст барвистою, зовнішньою мовою»[Барт (Barthes, 1964 : 41-42)]. Зовсім так само (у теорії А. Арто),театральність – це протилежність літератури, текстуального театру, засобів письма, діалогів, ба навіть розповідності та «драматично» логічно вибудуваної фабули.

## Місце театральності
У такому випадку виникає питання про витоки та природу театральності :
- чи потрібно шукати театральність на рівні тем і змісту, описаних  у тексті (зовнішні площини, візуалізація персонажів )?

- чи потрібно здобувати театральність у формі вираження, у способі звернення тексту до зовнішнього світу та демонстрації (іронічності) всього того, про що йде мова в тексті та на сцені?

а) У першому випадку театральність означає просто одне: просторовість, візуальність, експресивність, у плані видовищної та ефектної сцени. Таке суттєве тлумачення театральності досить часто можна зустріти у наш час, проте воно, зрештою, є банальним і малоцінним.
б)У другому випадку театральність означає специфічну манеру театральної гри, циркуляції слова, візуальне роздвоєння оповісника (персонаж/актор) та його одиниць висловлювання,штучність репрезентації. Театральність уподібнено поняттю (за визначенням Адамова) репрезентації, тобто «перенесення у чутливий світ станів і образів,які є в ньому прихованими пружинами[…]; прояв затаєного латентного змісту із вмістом паростків драми»( Adamov, 1964 :13 )

## Витоки театральності й театру
Старогрецьке  theatron позначало забуту тепер, але фундаментальну властивість цього мистецтва: місце, звідки публіка дивиться на дію, презентовану з іншого місця. Справді ж бо,театр є фактично повним поглядом на дійство: бачення, кут зору та оптичні промені – це його складові елементи. І тільки зміщення співвідношення між поглядом і баченням об’єктом театру стає спорудою, де відбувається вистава. Тривалий час у мові класичного періоду (XVII і XVIII ст.) театр вважали власне сценою. Унаслідок вторинного процесу метонімізації театр став мистецтвом, драматичним жанром (звідси маємо інтерференцію з літературою, що часто-густо було фатальним для сценічного мистецтва), але також закладом («Театр Франсе»), і врешті-решт репертуаром і твором драматурга (театр Шекспіра). Остаточне значення «втечі» театру від поняття місця дії, погляду глядача зафіксовано у низці метафор, як, наприклад, «Театрум Мунді » (Театр Світу), «театр бойових дій»(місце дії), «влаштувати театр»(спричинити сварку.)
У французькій мові в слові theatre (театр) збереглася ідея візуального мистецтва, при цього в жодному контексті немає його текстуального значення: drame на відміну від drama в німецькій та англійській мовах – це не писаний текст,це історична літературна форма (міщанська, а також лірична драма, мелодрама ) або похідне значення від слова catastrophe (катастрофа, дивна драма).

## Чистий або літературний театр
Чи театральність належить до властивостей драматичного тексту? Так часто вважають, коли мова заходить про чистий «театральний» чи «драматичний» текст. При цьому розуміють, що такий текст ідеально придатний до сценічної транспозиції (візуальність гри, відкриті конфлікти, швидкий обмін діалогами). Проте така властивість не є суто сценічною. Опозиція між «чистим театром» і «літературним театром» витікає не з текстуальних критеріїв, а зі здатності в площині «театрального» театру, за визначенням Мейєрхольда (Meyerhold, 1963), максимально використовувати сценічну техніку, яку замінюють дискурси персонажів і яка може бути самодостатньою. Парадоксально, але театральним вважається той текст, який не може обійтися без репрезентації на сцені, а отже, не містить у собі просторово-часових чи ігрових самодостатніх вказівок. Доречно було б звернути увагу на двозначність епітета «театральне»: то він означає, що ілюзія повна; то, навпаки, що гра надто штучна й безупинно нагадує нам, що це театр, а глядач воліє перенестися у світ інших,аніж наш реальний. Таке непорозуміння щодо статусу театральності викликають часто «стерильні» полеміки на тему природної гри актора. Історія театру, з іншого боку, пронизана невпинною полемікою між прихильниками одного-єдиного тексту та поборниками спектаклю,бо текст і літературу майже завжди вважали високим жанром, якому властива непорушна консервативність (чи принаймні слава непорушності) і який призначений для прийдешніх поколінь,а найталановитіше сценічне таке саме ефемерне, як усміх красунь. Ця позиція має під собою ідеологічне підґрунтя: у західноєвропейській культурі надають перевагу писаному текстові та логіці дискурсу. До цього майже паралельно долучається поява режисера (кінець XIX ст.) з місією відповідальності за сценічну візуалізацію тексту та поява театру як самобутнього мистецтва. Таким чином, саме театральність стає основним і специфічним  характером театру, а в епоху режисерів – предметом сучасних естетичних пошуків. Однак текстуальне вивчення найталановитіших творів (від Шекспіра до Мольєра і Маріво) буде незадовільним, якщо не ввести текст у сценічну практику,певний тип гри чи образ репрезентації. Якщо немає не поправної абсолютної опозиції між театром і літературою, то фактично існує діалектична напруга між актором і та виголошеним текстом, між значенням тексту під час читання та його модифікацією у поставі, починаючи від оповіщення екстра вербальними засобами. Отож театральність вже не виступає як функція чи невід’ємна характеристика театру або ситуації, я як прагматичне використання сценічного інструменту, і таким чином, складові елементи вистави відповідно стають важливими та розбивають вщент лінійність тексту й слова.

## Театральність і специфіка
Абсолютної  сутності не існує. Якщо не існує сутності театру, то можна перерахувати елементи, доконечні для кожного театрального явища. Є два визначення що точно і однаково резюмують театральне функціонування:
- Ален Жіро: «Спільним знаменником усього того,що звично називають  «театром» у нашій цивілізації, є ось що: зі статичного погляду, простір гри (сцена) і простір, звідки можна дивитися  (зал), актор (жести, голос) на сцені та глядачі в залі. З динамічного погляду, творення «фіктивного» світу на сцені на відміну від «реального» світу залу та виникнення подиху «спілкування» між актором  і глядачем.»

- Ален Рей: «Саме у співвідношенні між очевидною реальністю людських тіл у руках і тіл у розмовах, при цьому ця реальність витворюється видовищною конструкцією,а також репрезентативною фікцією, полягає особливість театрального явища »